# Воронцы (Смоленская область)
Воронцы — деревня в Кардымовском районе Смоленской области России. Входит в состав Тюшинского сельского поселения. По состоянию на 2007 год постоянного населения не имеет.
Расположена в центральной части области в 21 км к югу от Кардымова, в 23 км южнее автодороги Р134 «Старая Смоленская дорога» Смоленск — Дорогобуж — Вязьма — Зубцов, на берегу реки Большой Вопец. В 7 км севернее деревни расположена железнодорожная станция Приднепровская на линии Смоленск — Сухиничи.

## История
В годы Великой Отечественной войны деревня была оккупирована гитлеровскими войсками в августе 1941 года, освобождена в сентябре 1943 года.